# Лінійчук Андрій Андрійович
Андрі́й Андрі́йович Лінійчу́к (25 липня 1997, Кириївка — 28 квітня 2023) — сержант ЗСУ, зенітник. Герой України.

## Біографія
Підписав контракт із ЗСУ влітку 2020 року. Повномасштабне вторгнення він зустрів під Горлівкою, що на Донеччині. Він був одним із перших, хто пройшов навчання у Великій Британії і після цього застосував у бою переносний зенітно-ракетний комплекс Martlet — модифікацію Starstreak. За допомогою нього був найрезультативнішим зенітником ЗСУ, збив 16 дронів «Орлан-10», 1 безпілотник «Zala» та ворожий вертоліт Ка-52. За час повномасштабного вторгнення двічі зазнав поранень, а після лікування повертався на фронт. Загинув після обстрілу російськими військовими позицій українських бійців. Повний кавалер ордена «За мужність».
Попрощались з Андрієм 1 травня в Житомирському Свято-Михайлівському кафедральному соборі.

## Нагороди
- Звання Герой України з удостоєнням ордена «Золота Зірка» (2 січня 2025, посмертно) — за особисту мужність і героїзм, виявлені у захисті державного суверенітету та територіальної цілісності України, самовіддане служіння Українському народові[6]
- Орден «За мужність» І ступеня (13 січня 2023) — за особисту мужність і самовідданість, виявлені у захисті державного суверенітету та територіальної цілісності України, вірність військовій присязі[7]
- Орден «За мужність» ІІ ступеня (30 червня 2022) — за особисту мужність і самовіддані дії, виявлені у захисті державного суверенітету та територіальної цілісності України, вірність військовій присязі[8]
- Орден «За мужність» ІІІ ступеня (22 травня 2022) — за особисту мужність і самовіддані дії, виявлені у захисті державного суверенітету та територіальної цілісності України, вірність військовій присязі[9]